# 1893 en rugby à XV
Les faits marquants de l'année 1893 en rugby à XV

## Événements

### Janvier
- C'est la onzième édition du tournoi britannique de rugby à XV 1893 qui se joue sur six journées du 7 janvier au 11 mars. Le pays de Galles le remporte avec trois victoires sans concéder de défaite, soit une Triple couronne.

| 7 janvier 1893, Cardiff | Pays de Galles | 12 - 11 | Angleterre |

### Février
| 4 février 1893, Dublin    | Irlande | 0 - 4 | Angleterre     |
| 4 février 1893, Édimbourg | Écosse  | 0 - 9 | Pays de Galles |
| 18 février 1893, Belfast  | Irlande | 0 - 0 | Écosse         |

### Mars
| 4 mars 1893, Leeds     | Angleterre     | 0 - 8 | Écosse  |
| 11 mars 1893, Llanelli | Pays de Galles | 2 - 0 | Irlande |

### Mai
- 19 mars : finale du championnat de France (USFSA) de rugby sur le terrain de l'Inter-Nos à Bécon-les-Bruyères. Le Stade français s'impose face au Racing club de France 7 à 3 (trois essais et une pénalité contre un essai et une pénalité).

### Juin
- 21 juin : le premier match officiel de la  Nouvelle-Zélande a lieu en Nouvelle-Galles du Sud, en anglais New South Wales (Australie), en juin 1893[1].

### Récapitulatifs des principaux vainqueurs des compétitions de 1892-1893
- Le Stade français est champion de France.
- Le Yorkshire est champion des comtés anglais.

### Septembre
- 20 septembre : vote douteux repoussant le professionnalisme lors de l'assemblée générale de la Rugby Football Union. De nombreux votants venus du Nord du pays n'ont pas pu exercer leur droit de vote, et il apparaît clairement que ces nordistes auraient nettement fait pencher la balance en faveur d’une adoption du professionnalisme…

## Naissances
- Premier match de rugby joué à Toulouse.

- 9 avril : Aimé Cassayet, joueur français de rugby à XV († 26 mai 1927).